# Jon Flanagan
 Der er flere personer med dette navn, se John Flanagan (flertydig).
Jonathon Patrick "Jon" Flanagan (født 1. januar 1993) er en engelsk fodboldspiller, der spiller som forsvarer i HB Køge. Flanagang blev præsenteret hos klubben 15. juli 2021.
Flanagan har tidligere spillet for Rangers F.C.
Han spillede tidligere for Liverpool, hvor han debuterede i en 3–0-sejr over Manchester City 11. april 2011 i en alder af 18.
Flanagan har (pr. april 2018) spillet én kamp for Englands landshold.

## Privat
Flanagan blev arresteret efter at have indrømmet, at han overfaldt sin kæreste under en bytur 22. december 2017.
18. januar 2018 blev han idømt et års samfundstjeneste med 40 timers ubetalt arbejde og to mindre bøder på ca. 700 kr.